# Льоке Юпанки
Льо́ке Юпа́нки или Льуки Юпанки (кечуа Lluq'i Yupanki или Lluqi Yupanki «прославленный левша», исп.  Lloque Yupanqui), ль произносится мягко, без йотирования, как в слове «полёт» — Сапа Инка (около 1260), третий правитель государства инков. Представитель династии Урин Куско, второй сын и наследник Инки Синчи Рока, отец Майта Капака. Его жена, по разным источникам, — Мама Кауа(кечуа Mama Qawa) или Мама Кора Окльо.

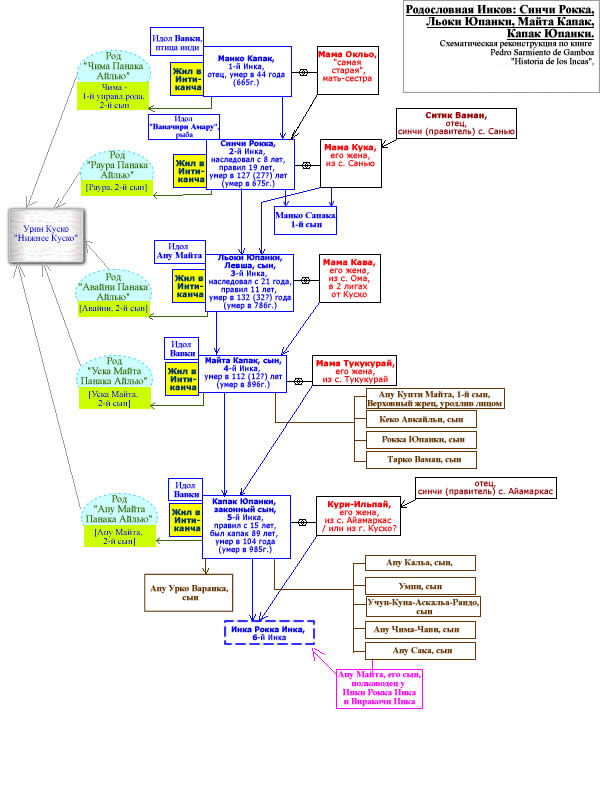
Сарьменто де Гамбоа, Генеалогия Инков. Синчи Рокка, Льоки Юпанки, Майта Капак, Капак Юпанки

По преданиям, он создал в Куско общественный рынок и учредил акляуаси (кечуа Aqlla wasi) — женскую школу. Разные источники расходятся в сведениях о завоеваниях Льоке Юпанки: по одним преданиям он вообще не вел войн, другие приписывают ему незначительные завоевания, согласно же Инке Гарсиласо де ла Вега он существенно расширил территории княжества Куско.
После смерти Льоке Юпанки следующим Инкой стал его сын Майта Капак.